# Calliope (nome)
Calliope  è un nome proprio di persona italiano femminile.

## Varianti
- Maschili: Calliopo[1], Calliopa[1]

### Varianti in altre lingue
- Basco: Kalupe[6]
- Bielorusso: Каліёпа (Kaliëpa)
- Bulgaro: Калиопа (Kaliopa)
- Catalano: Cal·líop[6], Cal·líope[6], Caliofa[6]
- Ceco: Kalliopé
- Croato: Kaliopa
- Francese: Calliope
- Greco antico: Καλλιόπη (Kalliope)[3][7][8]
- Greco moderno: Καλλιόπη (Kalliopī)
- Islandese: Kallíópa
- Latino: Calliope[3][7][8]
- Lituano: Kaliopė
- Macedone: Калиопи (Kaliopi)
- Polacco: Kalliope
- Portoghese: Calíope
- Russo: Каллиопа (Kalliopa)
- Serbo: Калиопа (Kaliopa)
- Slovacco: Kalliopé
- Sloveno: Kaliopa
- Spagnolo: Calíope[6], Caliofa[6]
- Tedesco: Kalliope
- Ucraino: Калліопа (Kalliopa)
- Ungherese: Kalliopé

## Origine e diffusione

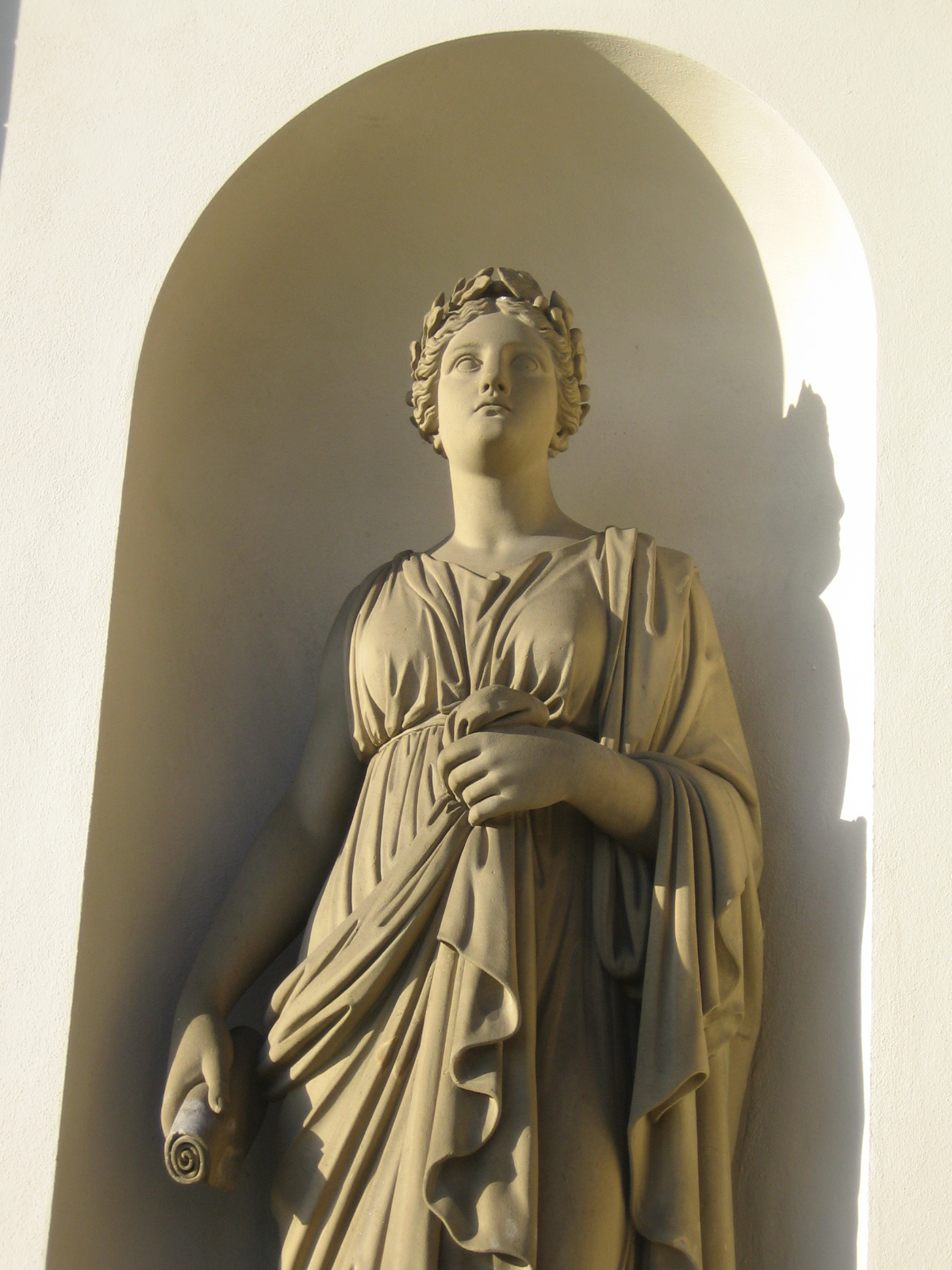
Una statua di Calliope di Theodor Wagner, nel Castello di Rosenstein

Deriva dal nome greco Καλλιόπη (Kalliope), latinizzato in Callìope; è composto dalle radici κᾰλλῐ- (kalli-, una versione più antica di καλός, kalós, "bello", "buono") e ὀπός (opos, genitivo di ὄψ, ops, "voce"), e significa quindi "[che ha una] bella voce", "bellezza di voce". Entrambi sono elementi piuttosto diffusi nell'onomastica greca: il primo si ritrova anche nei nomi Callimaco, Callinico, Callisto, Calimero e Calogero, il secondo (che potrebbe anche voler dire "viso", "volto") in Merope e Antiope.
Nome di tradizione classica, Calliope era una delle nove Muse della mitologia greca, quella che presiedeva alla poesia epica e all'eloquenza, madre di Orfeo, spesso considerata il capo dell'intero gruppo di figure; da lei prende il nome 22 Kalliope, un grande asteroide della fascia principale scoperto nel 1852.
In Italia è attestato principalmente nel Centro; tale diffusione, comunque molto scarsa, è dovuta, oltre che alla figura mitologica, anche al culto di santa Calliope.

## Onomastico
L'onomastico si può festeggiare l'8 giugno in memoria di santa Calliope, martirizzata forse sotto Decio nel III secolo.

## Persone
- Calliope Sambucini, in arte Kally Sambucini, attrice italiana del cinema muto

### Varianti
- Kaliopi Bukleska, cantante macedone
- Calliopa Pearlette Louisy, politica santaluciana
- Kalliopī Malliōtakī, nota come Popī Malliōtakī, cantante greca
- Kalliopī Ouzounī, atleta greca

## Il nome nelle arti
- Calliope Iphegenia Torres, più nota come Callie Torres, è un personaggio della serie televisiva Grey's Anatomy.
- Calliope, personaggio del fumetto italiano Kylion.